# Успенская церковь (Смоленское)
Храм в честь Успения Пресвятой Богородицы в селе Смоленском (Переславское благочиние Ярославской епархии).
- Адрес: 152003 Ярославская обл., Переславский р-н., с. Смоленское, ул. Парковая, д.1.

Престолы храма:
- в честь Иоанна Богослова (до 1924 г.)
- в честь Успения Пресвятой Богородицы

## История храма

### Постройка и приходская жизнь
Церковь в Смоленском существовала уже в начале XVII века, но перед 1628 годом сгорела, о чём указывается в писцовых книгах 1628—1629 годов, в которых также сказано:
место церковное, что была церковь Успения Пресвятыя Богородицы, придел Харитона исповедника и святой великомученицы Варвары, сгорела; при церкви поп Федор, дьячек и пономарь, пашни церковной 20 четвертей в поле, сена 10 копен.
Сгоревшая церковь вскоре была восстановлена и освящена также в честь Успения Пресвятой Богородицы; в патриаршую казну взималось с неё дани — 9 денег, десятильничьих гривна. В 1779 году местным помещиком Петром Сергеевичем Свиньиным вместо деревянной церкви был устроен двухэтажный каменный храм, связанный с помещичьим домом. Престолов в ней было два: в верхнем этаже в честь Успения Божьей Матери в нижнем во имя святого апостола Иоанна Богослова (сейчас школьная столовая). Утварью, ризницей, святыми иконами и богослужебными книгами церковь была снабжена достаточно. Из церковных документов: копии с метрических книг с 1780 года, исповедные росписи с 1827 года.
До 1872 года при церкви был особый причт. С 1872 по 1884год приход был приписан к селу Нестерову. С 1884 года, когда в Смоленском открыта Успенская сельскохозяйственная школа, снова при Успенской церкви учреждён особый причт, состоящий из священника и псаломщика.
В 1895 году по клировым ведомостям в приходе числится 147 душ мужского пола и 184 женского; все православные.
Также среди села Смоленского устроена деревянная часовня для отпевания умерших.

### Уничтожение
В 1924 году храм был переоборудован под разные нужды. Помещение перегородили вдоль и поперёк и снизу вверх, разместив в нём классные комнаты для Успенского сельскохозяйственного техникума, а затем библиотеку, АТС, Комбинат бытового обслуживания, сберкассу и мастерскую. Фрески на стенах закрасили. Крест сбросили. Красивый мозаичный пол был закрыт досками, а в алтаре разбит. Спустя 70 лет большинство жителей села даже и не подозревали, что здесь когда-то находилась церковь.

### Возрождение
В 1995 году на Крещение в одном из помещений под куполом храма начался пожар. Потушить его не удалось — выгорело всё внутреннее пространство — остались только стены и крыша. По рассказам тех, кто тушил пожар, на стенах храма проявлялись лики — это освобождались из под краски закрашенные фрески. После пожара осталось всего несколько фрагментов. Среди них ангел, спасающий грешника из ада, Избиение младенцев, и преподобный Никита Столпник.
Жители села и учащиеся Смоленской школы (которая находится в здании усадьбы с 1978 года) стали производить расчистку в церкви, а в 2000 году значительную часть работ по расчистке проделали студенты сервисного отряда Ярославских вузов.
Священнослужители из переславского Никитского монастыря помогли отремонтировать купол, установили крест, стали проводить молебны и проповеди среди населения и учащихся.
С осени 2001 года и по настоящее время ведутся восстановительные работы в храме благодаря финансовой поддержке земляка. Изготовлены и установлены новые рамы, оштукатурены в центральной части стены, заказаны иконы.
В 2006—2007 годах в храме служил отец Владимир (Федотов).

## Использованные материалы
- Страница Народного каталога православной архитектуры
- Страница о церкви с сайта, посвященного усадьбе Смоленское